# Çal Karası
 (juin 2018).
Si vous disposez d'ouvrages ou d'articles de référence ou si vous connaissez des sites web de qualité traitant du thème abordé ici, merci de compléter l'article en donnant les références utiles à sa vérifiabilité et en les liant à la section « Notes et références ».
Çal Karası est un cépage rouge du district de Çal dans la province de Denizli à l'ouest de la Turquie. C'est un cépage de cuve qui donne un vin doux aux arômes de fruits rouges.

## Histoire
Le Çal Karası est issu d'une sélection opérée depuis des temps immémoriaux dans sa région d'origine.

## Production et distribution
Le terroir du Çal Karası se limite aux montagnes autour du village de Gömce. 
Le fait qu'il provienne de Turquie suggère qu'il est adapté aux climats rigoureux.
Le vin titre environ 12-13 % d'alcool, avec 5-7 grammes / litre d'acidité. 
Il peut être servi en apéritif, avec des fruits, des pâtisseries ou du fromage à pâte persillée (type Roquefort).